# Tatiana Rentería
Tatiana Rentería (Cali; 1 de enero de 1969) es una actriz de cine, teatro y televisión colombiana.

## Carrera
Activa inicialmente en el teatro y en el modelaje en sus primeros años, Rentería debutó en televisión interpretando a Adriana en la telenovela Pobre Pablo en el año 2000. Ese mismo año protagonizó una de las historias de la serie Así es la vida.
Tres años después integró el elenco regular de la telenovela La costeña y el cachaco, donde interpretó a Natalia, la celosa novia del personaje de Ernesto Benjumea.
Dos años después participó en la película El colombian dream en el papel de Ana. 
En 2006 encarnó a Juanita en la cinta Cuando rompen las olas de Riccardo Gabrielli, luego en Alborada carmesí que fue su siguiente película en 2009, año en el que integró el elenco de la serie de televisión juvenil Niños ricos, pobres padres.
En 2012 interpretó a Silvia Barrero en la serie de televisión Made in Cartagena y un año después actuó en la película de terror colombiana Gallows Hill. 
En 2016 hizo parte de la película Los suicidios de Sara de Miguel Urrutia. 
En 2017 retornó a la televisión colombiana interpretando el papel de Lucila en la telenovela Cuando vivas conmigo.

## Filmografía

### Televisión
- 2021 - Cafe con aroma de mujer
- 2021 - Enfermeras
- 2020 - Decisiones: unos ganan, otros pierden[5]
- 2019 - Todos primero
- 2018 - La ley secreta
- 2018 - Elevados
- 2017 - Cuando vivas conmigo
- 2016 - Mujeres al limite
- 2014 - Manual para ser feliz
- 2013 - Adulto Contemporáneo
- 2012 - Pablo Escobar, el patrón del mal
- 2012 - Made in Cartagena
- 2011 - Infiltrados
- 2009 - Niños ricos, pobres padres
- 2008 - Novia para dos
- 2008 - Tiempo final
- 2007 - Amas de casa desesperadas
- 2006 - Hasta que la plata nos separe
- 2005 - Vuelo 1503
- 2003 - La costeña y el cachaco
- 2000 - Pobre Pablo
- 2000 - Así es la vida

### Cine
- 2020 - Segunda estrella a la derecha
- 2017 - El paseo de Teresa
- 2017 - Undercover Law
- 2016 - Los suicidios de Sara
- 2013 - Gallows Hill
- 2009 - Alborada carmesí
- 2007 - Los fantasmas del DAS
- 2006 - Cuando rompen las olas
- 2005 - El colombian dream